# Model (logika)
Model (také struktura) je matematický pojem z oblasti matematickologické sémantiky. Je to seskupení objektů, na němž jsou definovány nějaké vztahy (relace) a přiřazení (funkce) tak, že vytváří „realizaci“ nějaké formální teorie.

## Definice

### Model jazyka
Struktura pro jazyk L (také model jazyka L), který obsahuje z mimologických symbolů konstantní symboly {\displaystyle c_{\alpha };\alpha \in I_{K}}, funkční symboly {\displaystyle \,f_{\alpha }} četností {\displaystyle n_{\alpha };\alpha \in I_{F}} a predikátové symboly {\displaystyle \,p_{\alpha }} četností {\displaystyle n_{\alpha };\alpha \in I_{P}}, je množina {\displaystyle A} nazývaná nosič struktury spolu s konstantami {\displaystyle C_{\alpha }\in A;\alpha \in I_{K}}, funkcemi {\displaystyle F_{\alpha }:A^{n_{\alpha }}\rightarrow A;\alpha \in I_{F}} a relacemi {\displaystyle P_{\alpha }\subseteq A^{n_{\alpha }};\alpha \in I_{P}}. Konstanta {\displaystyle \,C_{\alpha }}, resp. funkce {\displaystyle \,F_{\alpha }}, resp. relace {\displaystyle \,P_{\alpha }} se nazývá realizací konstantního symbolu {\displaystyle \,c_{\alpha }}, resp. funkčního symbolu {\displaystyle \,f_{\alpha }}, resp. predikátového symbolu {\displaystyle \,p_{\alpha }} v modelu {\displaystyle A} a značí se
{\displaystyle \,c_{\alpha }^{A}}, resp. {\displaystyle \,f_{\alpha }^{A}}, resp. {\displaystyle \,p_{\alpha }^{A}}. Struktura s nosičem {\displaystyle A} (a příslušnými realizacemi symbolů) se obvykle značí {\displaystyle {\mathcal {A}}}.
Méně formálně: Jazyk L obsahuje pouze symboly pro konstanty, funkce a predikáty a arity funkcí a predikátů. Model jazyka L přidává množinu {\displaystyle A} (nosič struktury, např. množinu přirozených čísel) a dodává symbolům jazyka L jejich realizace.

### Tarského definice pravdy
V tomto odstavci značí {\displaystyle {\mathcal {A}}} model jazyka L s mimologickými symboly popsanými výše. Ohodnocení proměnných v modelu {\displaystyle {\mathcal {A}}} je každá funkce {\displaystyle e} z množiny všech proměnných do nosiče {\displaystyle A}. Ohodnocení, které se shoduje s ohodnocením {\displaystyle e} na všech proměnných kromě {\displaystyle x} a na {\displaystyle x} má hodnotu {\displaystyle a}, značíme {\displaystyle e(x/a)}.

#### Realizace termu
Realizace termu {\displaystyle t} jazyka L při ohodnocení proměnných {\displaystyle e} v modelu {\displaystyle A}, značíme {\displaystyle \,t^{A}\langle e\rangle }, se definuje indukcí dle složitosti takto:
- {\displaystyle \,t^{A}\langle e\rangle =e(x)}, je-li {\displaystyle t} proměnná {\displaystyle x}
- {\displaystyle \,t^{A}\langle e\rangle =c_{\alpha }^{A}}, je-li {\displaystyle t} konstantní symbol {\displaystyle \,c_{\alpha }}
- {\displaystyle t^{A}\langle e\rangle =f_{\alpha }^{A}(t_{0}^{A}\langle e\rangle ,\ldots ,t_{n_{\alpha }-1}^{A}\langle e\rangle )}, je-li {\displaystyle t=f_{\alpha }(t_{0},\ldots ,t_{n_{\alpha }-1})} a {\displaystyle t_{0},\ldots ,t_{n_{\alpha }-1}} jsou termy

#### Platnost formule
Platnost formule {\displaystyle \,\varphi } jazyka L při ohodnocení proměnných {\displaystyle e} v modelu {\displaystyle {\mathcal {A}}} definujeme indukcí dle složitosti takto ({\displaystyle \,\varphi } platí v {\displaystyle {\mathcal {A}}} při ohodnocení {\displaystyle e} značíme {\displaystyle {\mathcal {A}}\models \varphi \langle e\rangle }, {\displaystyle \,\varphi } neplatí v {\displaystyle {\mathcal {A}}} při ohodnocení {\displaystyle e} značíme {\displaystyle {\mathcal {A}}\not \models \varphi \langle e\rangle }):
- Je-li {\displaystyle \,\varphi } atomická formule tvaru {\displaystyle p_{\alpha }(t_{0},\ldots ,t_{n_{\alpha }-1})}, pak {\displaystyle {\mathcal {A}}\models \varphi \langle e\rangle }, pokud {\displaystyle (t_{0}^{A}\langle e\rangle ,\ldots ,t_{n_{\alpha }-1}^{A}\langle e\rangle )\in p_{\alpha }^{A}}.
- Je-li {\displaystyle \,\varphi } atomická formule tvaru {\displaystyle \,t_{0}=t_{1}}, pak {\displaystyle {\mathcal {A}}\models \varphi \langle e\rangle }, pokud {\displaystyle t_{0}^{A}\langle e\rangle =t_{1}^{A}\langle e\rangle }.
- Je-li {\displaystyle \,\varphi } formule tvaru {\displaystyle \neg \psi }, pak {\displaystyle {\mathcal {A}}\models \varphi \langle e\rangle } pokud {\displaystyle {\mathcal {A}}\not \models \psi \langle e\rangle }
- Je-li {\displaystyle \,\varphi } formule tvaru {\displaystyle \psi \Rightarrow \chi }, pak {\displaystyle {\mathcal {A}}\models \varphi \langle e\rangle } pokud buďto {\displaystyle {\mathcal {A}}\not \models \psi \langle e\rangle } nebo {\displaystyle {\mathcal {A}}\models \chi \langle e\rangle }.
- Je-li {\displaystyle \,\varphi } formule tvaru {\displaystyle (\forall x)\psi }, pak {\displaystyle {\mathcal {A}}\models \varphi \langle e\rangle }, pokud {\displaystyle {\mathcal {A}}\models \psi \langle e(x/a)\rangle } pro všechna {\displaystyle a\in A}.

Říkáme, že {\displaystyle \,\varphi } platí v modelu {\displaystyle {\mathcal {A}}}, značíme {\displaystyle {\mathcal {A}}\models \varphi }, pokud {\displaystyle {\mathcal {A}}\models \varphi \langle e\rangle } pro každé ohodnocení proměnných {\displaystyle e}.

### Model teorie
Je-li T teorie v jazyce L a {\displaystyle {\mathcal {A}}} struktura pro tento jazyk, pak říkáme, že {\displaystyle {\mathcal {A}}} je modelem T, značíme {\displaystyle {\mathcal {A}}\models T}, pokud {\displaystyle {\mathcal {A}}\models \varphi } pro každý axiom {\displaystyle \,\varphi } teorie T.

## Příklady
- Množina přirozených čísel spolu s konstantou {\displaystyle \,0}, binární relací {\displaystyle \,\leq } a funkcemi {\displaystyle \,+}, {\displaystyle \,\cdot } a {\displaystyle \,S} ({\displaystyle \,S(n)=n+1}) tvoří model Peanovy aritmetiky. Tento model se nazývá standardní model.
- Libovolná grupa je modelem axiomatické teorie grup.

## Izomorfismus modelů
Izomorfismem modelů (struktur) {\displaystyle {\mathcal {A}},\,{\mathcal {B}}} téhož jazyka L je taková bijekce {\displaystyle i:A\rightarrow B}, která zachovává všechny symboly jazyka L, tj. splňuje:
- {\displaystyle \,i(c^{A})=c^{B}} pro každý konstantní symbol c jazyka L
- {\displaystyle i(f^{A}(a_{1},\ldots ,a_{n}))=f^{B}(i(a_{1}),\ldots ,i(a_{n}))} pro každý funkční symbol f jazyka L četnosti n.
- {\displaystyle p^{A}(a_{1},\ldots ,a_{n})\Leftrightarrow p^{B}(i(a_{1}),\ldots ,i(a_{n}))}

Existuje-li izomorfismus modelů {\displaystyle {\mathcal {A}},\,{\mathcal {B}}}, říkáme, že jsou tyto modely izomorfní.